# Могила Гостра
Могила Гостра — височина (221,7 м над рівнем моря). Розташована поблизу села Золотарівка Лисичанської громади Сєвєродонецького району Луганської області.

## Особливості рельєфу
Могила Гостра є височиною Донецького кряжу, яка має гірський характер. Серед оточуючого рельєфу явно не виділяється.
На схилах Могили Гострої беруть свій початок струмки Плотка (північно-західний схил), Ширшов (південний схил), Сухий Лог (східний схил) та струмок Колодязний балки Компаніївської (північний схил).